# Andre De Grasse
Andre De Grasse (n. 10 noiembrie 1994, Scarborough⁠(d), Ontario, Canada) este un sprinter ce a reprezentat Canada, medaliat olimpic. A participat la trei ediții ale Jocurilor Olimpice (2016, 2020, 2024) în care a câștigat două medalii de aur, două medalii de argint și trei medalii de bronz în probele de 200 de metri și 4x100 de metri.

## Palmares
| An   | Competiție                         | Locație                  | Loc | Eveniment | Note    |
| ---- | ---------------------------------- | ------------------------ | --- | --------- | ------- |
| 2013 | Campionatul Panamerican de Juniori | Medellín, Columbia       | 2   | 100 m     | 10,36   |
| 2013 | Campionatul Panamerican de Juniori | Medellín, Columbia       | 3   | 200 m     | 20,74   |
| 2015 | Jocurile Panamericane              | Toronto, Canada          | 1   | 100 m     | 10,05   |
| 2015 | Jocurile Panamericane              | Toronto, Canada          | 1   | 200 m     | 19,88   |
| 2015 | Jocurile Panamericane              | Toronto, Canada          | –   | 4×100 m   | DS      |
| 2015 | Campionatul Mondial                | Beijing, China           | 3   | 100 m     | 9,92    |
| 2015 | Campionatul Mondial                | Beijing, China           | 3   | 4×100 m   | 38.13   |
| 2016 | Jocurile Olimpice                  | Rio de Janeiro, Brazilia | 3   | 100 m     | 9,91    |
| 2016 | Jocurile Olimpice                  | Rio de Janeiro, Brazilia | 2   | 200 m     | 20,02   |
| 2016 | Jocurile Olimpice                  | Rio de Janeiro, Brazilia | 3   | 4×100 m   | 37,64   |
| 2017 | Ștafetele Mondiale                 | Nassau, Bahamas          | –   | 4×100 m   | NT      |
| 2017 | Ștafetele Mondiale                 | Nassau, Bahamas          | 1   | 4×200 m   | 1:19,42 |
| 2019 | Ștafetele Mondiale                 | Yokohama, Japonia        | 11  | 4×100 m   | 38,76   |
| 2019 | Campionatul Mondial                | Doha, Qatar              | 3   | 100 m     | 9,90    |
| 2019 | Campionatul Mondial                | Doha, Qatar              | 2   | 200 m     | 19,95   |
| 2021 | Jocurile Olimpice                  | Tokio, Japonia           | 3   | 100 m     | 9,89    |
| 2021 | Jocurile Olimpice                  | Tokio, Japonia           | 1   | 200 m     | 19,62   |
| 2021 | Jocurile Olimpice                  | Tokio, Japonia           | 2   | 4×100 m   | 37,70   |
| 2022 | Campionatul Mondial                | Eugene, Statele Unite    | 20  | 100 m     | 10,21   |
| 2022 | Campionatul Mondial                | Eugene, Statele Unite    | 1   | 4×100 m   | 37,48   |
| 2023 | Campionatul Mondial                | Budapesta, Ungaria       | 6   | 200 m     | 20,14   |
| 2024 | Ștafetele Mondiale                 | Nassau, Bahamas          | 2   | 4×100 m   | 37,89   |
| 2024 | Jocurile Olimpice                  | Paris, Franța            | 12  | 100 m     | 9,98    |
| 2024 | Jocurile Olimpice                  | Paris, Franța            | 10  | 200 m     | 20,41   |
| 2024 | Jocurile Olimpice                  | Paris, Franța            | 1   | 4×100 m   | 37,50   |